# 增城挂绿
增城挂绿产于中国广东省广州市增城区，为荔枝中的名贵品种，岭南四大佳果之首。其外形与一般荔枝不同，外壳红中带绿，四分微绿六分红，每个果实都环绕有一圈绿线，故名挂绿。據《廣東新語》说，掛綠「爽脆如梨，漿液不見，去殼懷之，三日不變。」挂绿肉质洁白晶莹，清甜爽口。
古时以「笔村糯米糍」、「罗岗桂味」、「增城挂绿」号称「荔枝三杰」，三杰中以增城挂绿最为珍贵，历来被朝廷列为贡品。公元12世纪前已有栽培，明末清初进入发展期，嘉庆年间，由于当地民众不堪上贡负担，砍掉了几乎全部挂绿荔枝树，现留存母树一株存于荔城街道挂绿广场，树龄四百多年，高五米多，现时由它成功培育了数代的挂绿子树种，在增城几个乡种植。现时每年均举行挂绿母树的拍卖活动，2002年曾拍出价格高达55.5元一颗，被列入健力士世界紀錄大全。
此外，明代儒者湛甘泉先生即是出生在盛產掛綠的沙被村。

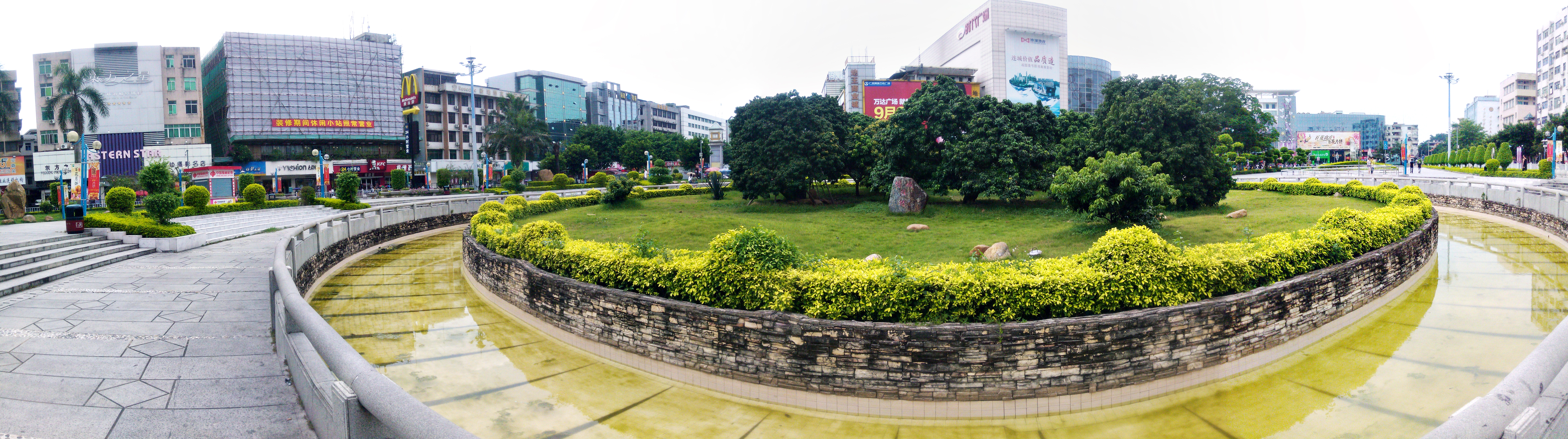
位于挂绿广场的挂绿荔枝